# Meteorit
Meteorít (tudi izpodnébnik) (grško meteron - pojav na nebu) je kamnit ali kovinski del snovi, ki pade na zemeljsko površje iz vesolja. Povprečen meteorit pade na Zemljo s hitrostjo do 70 km/s, toda se vsi razen velikih zaradi trenja preden dosežejo površino upočasnijo na 20 km/s, zato padejo na površje brez kakšnih eksplozij ali kraterjev, če pa tehtajo več 100 ton, se le malo upočasnijo in lahko naredijo veliko škodo.

## Izvor meteoritov
Vsi meteoriti prihajajo iz našega Osončja.
- Večinoma so delci asteroidov, ki so predtem razpadli v asteroidnem pasu med Marsom in Jupitrom. Ti delci krožijo okoli Sonca tudi več milijonov let in nato padejo na različne planete. Iz asteroidnega pasu jih potisne Jupitrova gravitacija.
- Nekaj meteoritov je iz drugih planetov, od koder so jih odstrelili drugi meteoriti.
- Tudi kometi lahko padejo na planete, vendar ni dokazov, da bi kateri meteorit izviral iz kometa.

## Pomen meteoritov
Meteoriti so skale, ki so padle na Zemljo, vendar se od Zemljinih skal razlikujejo po starosti. Veliko meteoritov je starejših od Zemlje. Meteoriti so na svoji poti nabrali prah z različnih planetov, asteroidov in kometov. Nekateri lahko vsebujejo vzorce planetov, ki so nastali okoli drugih zvezd. Ti podatki nam pomagajo razumeti nastanek Osončja. Najstarejši meteoriti vsebujejo snov, ki je obstajala ob nastanku našega Osončja.

## Meteorski prah
Večina meteoritov se uniči pri vstopu v atmosfero Zemlje. Delci, ki pri tem ostajajo, imenujemo meteorski prah. Večji del meteorskega prahu ostane v atmosferi tudi nekaj mesecev. Ta prah lahko vpliva na klimo, ker siplje elektromagnetno valovanje in tudi deluje kot katalizator v zgornjem delu atmosfere. 

## Zanimivosti
- Astronomi so odkrili mnogo asteroidov, ki bi lahko ogrozili človeštvo, vendar je na tisoče majhnih, še neodkritih asteroidov, ki lahko naredijo veliko škodo.
- Dokaz, kako močni so meteoriti, je Barringerjev krater v Arizoni. Krater ima premer 1200 metrov in je globok 200 metrov, nastal pa je kot posledica trka le 40-metrskega meteorita.
- Meteorit s premerom 10 metrov ima ob padcu na Zemljo moč 5 atomskih bomb
- Noben človek še ni umrl zaradi meteoritov, je pa meteorit leta 1911 ubil nekega psa v Egiptu.
- Leta 1908 je na območje Tunguske, Rusija, padel meteorit, ki je bil velik okoli 100 metrov in je eksplodiral v zraku. Vsa drevesa v razdalji 20 km so bila zravnana s tlemi. Območje ni bilo poseljeno, zato ni bilo nobenih smrtnih žrtev.